# Enrique Manuel de Villena y Álvarez de las Asturias
Enrique Manuel de Villena y Álvarez de las Asturias (Madrid, 13 de julio de 1852]-Carabanchel, 24 de mayo de 1874) fue el XII marqués de Rafal, VIII conde de Vía Manuel, IV barón del Monte y grande de España desde 1854 hasta 1874.

## Biografía
Nació en Madrid el 13 de julio de 1852, siendo el único hijo varón del Marqués de Rafal José Casimiro Manuel de Villena y Bambalere y de María Josefa Álvarez de las Asturias Bohórquez y Giraldes de Cañas. 
Su padre reunió en su persona una gran cantidad de títulos y posesiones, pero en la redacción de su testamento repartiría sus pertenencias entre Enrique y su hermana María Isabel. Después del nacimiento de una segunda hermana de Enrique, María Esperanza, la parte correspondiente a María Isabel quedaría dividida en dos partes, una parte para cada una de sus hermanas.
A Enrique, como único varón, su padre le reservó en el testamento la mejor parte, heredando a su muerte el marquesado de Rafal, el condado de Vía Manuel, la baronía del Monte y las grandezas de España, siendo el marquesado de Rafal y el condado de Vía Manuel las posesiones principales de las Casas de Melo de Portugal y de Manuel de Villena. 
Mientras tanto, el condado de Granja de Rocamora, la baronía de Puebla de Rocamora y los señoríos de Cheles y Pizarra iban a quedar desvinculados de las posesiones del marqués. 
El 2 de noviembre de 1854 fue asesinado su padre, el marqués de Rafal José Casimiro, teniendo en ese momento Enrique poco más de dos años. 
Su tío el duque de Gor se hizo cargo de su tutoría hasta que en 1868 cumplió los 16 años y pasó a ser de forma oficial el marqués de Rafal, conde de Vía Manuel, barón del Monte y grande de España, aunque en teoría ya poseía los títulos desde 1854 con dos años de edad.
Cedió a su hermana María Isabel los derechos históricos de la plaza de Puebla de Rocamora, en su día señorío y después baronía. A partir de la baronía se fundaría el marquesado de Puebla de Rocamora, siendo María Isabel su primer titular.
Fue representante en las Cortes por la Maestranza de Sevilla junto al duque de Osuna. Como secretario de la Diputación de la Grandeza dictaminó en los pleitos de precedencias entre el duque de Medinaceli y el marqués de Astorga, fallando a favor del primero. 
Acompañó al Conde de Heredia Spinola a París, para organizar el retorno a España de la monarquía en la persona de Alfonso XII.
Enrique murió en condiciones extrañas el 24 de mayo de 1874 en Carabanchel, a los 21 años y sin haberse desposado. Fue abatido con un arma de fuego. 
Con su fallecimiento se tambalearon los cimientos de la Casa de Manuel de Villena, ya que sus tres últimos miembros varones que habían poseído la jefatura de la dinastía, habían muerto asesinados bajo diferentes circunstancias, dejando a los Manuel de Villena sin descendencia masculina.
Al no tener descendencia, todas sus posesiones pasaron a su hermana la condesa María Isabel, que las unificaría junto al condado de Granja de Rocamora y a la baronía de Puebla de Rocamora.
Fue enterrado el 25 de mayo de 1874 en el panteón familiar del cementerio de San Isidro de Madrid junto a sus padres y su abuela paterna.
| Predecesor: José Casimiro Manuel de Villena y Bambalere | Marqués de Rafal 1854-1874    | Sucesor: María Isabel Manuel de Villena y Álvarez de las Asturias |
| Predecesor: José Casimiro Manuel de Villena y Bambalere | Conde de Vía Manuel 1854-1874 | Sucesor: María Isabel Manuel de Villena y Álvarez de las Asturias |
| Predecesor: José Casimiro Manuel de Villena y Bambalere | Barón del Monte 1854-1874     | Sucesor: María Isabel Manuel de Villena y Álvarez de las Asturias |
| Predecesor: José Casimiro Manuel de Villena y Bambalere | grande de España 1854-1874    | Sucesor: María Isabel Manuel de Villena y Álvarez de las Asturias |

- Datos: Q5833533